# Triteleia regalis
Triteleia regalis är en stekelart som först beskrevs av Alan Parkhurst Dodd 1915.  Triteleia regalis ingår i släktet Triteleia och familjen Scelionidae. Inga underarter finns listade i Catalogue of Life.